# Toni Turek
Anton Turek, mais conhecido como Toni Turek (Duisburg, 18 de janeiro de 1919 — Neuss, 11 de maio de 1984), foi um jogador de futebol alemão que atuou como goleiro. Foi o titular de sua posição, assim como o mais velho dos titulares, da seleção alemã-ocidental campeã da Copa do Mundo FIFA de 1954, a primeira ganha pelos alemães. A final foi precisamente a sua penúltima partida pela seleção.

## Carreira em clubes
Natural de Duisburg, o goleiro começou na equipe local do Duisburg, em 1936, ali permanecendo inicialmente até 1941.> Nesse período, não chegou a avançar às fases decisivas do campeonato alemão, ainda dividido em grupos regionais. Entre 1941 e 1943, esteve no Ulm 1846, também de campanha mediana na temporada 1941-42 e que sequer tomou parte da disputa na temporada 1942-43.
Turek voltou ao Duisburg, permanecendo até 1946. O representante local no grupo regional do campeonato foi outro time na temporada 1943-44. Nos dois anos seguintes, o campeonato foi interrompido com o agravamento da Segunda Guerra Mundial. Após o conflito, Turek integrou em 1947 o Fortuna Düsseldorf. O clube pertencia ao grupo Oeste da então Oberliga, que ainda esteve inativa na temporada 1946-47; e Turek voltou ao Ulm, onde ficou até 1950. A equipe disputou o grupo Sul, mas sem passar do décimo lugar, terminando em antepenúltimo na temporada 1948-49.[carece de fontes?]
Em 1950, Turek voltou ao Fortuna Düsseldorf. A equipe terminou na quinta colocação do grupo Oeste na temporada 1950-51, em chave ganha pelo Schalke 04, e em paralelo a essa campanha o goleiro estreou pela seleção alemã-ocidental, em 22 de novembro de 1950. Nas temporadas seguintes, o desempenho do clube foi mediano, por volta do décimo lugar em um grupo de dezesseis times, até ser alcançado uma sexta colocação na temporada 1954-55. Turek, ainda assim, seguiu sendo regularmente usado pela seleção no ciclo até a Copa do Mundo FIFA de 1954.[carece de fontes?]
Em 1955, o goleiro passou ao Borussia Mönchengladbach, também participante do Grupo Oeste da Oberliga. A equipe terminou rebaixada, em último lugar do seu grupo, na temporada 1956-57, a última da carreira de Turek.[carece de fontes?]

## Seleção
Turek estreou pela seleção alemã-ocidental quando já tinha 31 anos. Foi em 22 de novembro de 1950, em vitória por 1-0 sobre a Suíça em Stuttgart. Aquela foi a primeira partida realizada pela Alemanha Ocidental, e a única naquele ano; o jogo anterior da seleção alemã havia sido em 1942, ainda em meio à Segunda Guerra Mundial e antes da subsequente divisão da Alemanha.[carece de fontes?]
O goleiro tornou-se presença constante no Nationalelf nos anos seguintes. Em 1951, das seis partidas realizadas pela Alemanha Ocidental Turek jogou em quatro, apesar de derrotado por 2-1 pela Turquia em Berlim Ocidental; das seis realizadas em 1952,> novamente esteve em quatro, incluindo vitória por 5-1 sobre a Suíça em Augsburgo e em empate em 2-2 com a Espanha em Madrid; das quatro de 1953, incluindo três pelas Eliminatórias da Copa do Mundo FIFA de 1954, Turek esteve em todas.[carece de fontes?]
O país não havia participado das eliminatórias para o mundial de 1950, tal como outras nações, em função da situação imediata ao pós-Segunda Guerra Mundial. Assim, o desempenho alemão nas eliminatórias seguintes, mesmo em um grupo-triangular com Noruega e o então independente Sarre (reanexado ao território alemão no final da década de 1950) não deixou de ser uma surpresa, ainda que explicada pelo fato do Campeonato Alemão de Futebol só ter sido na guerra interrompido em 1945 - preservando assim muitos jogadores que teriam idade para lutar. A Alemanha começou empatando em 1-1 com os noruegueses em Oslo e depois venceu todas as partidas seguintes, sempre com pelo menos três gols: 3-0 em Stuttgart no Sarre, 5-1 na Noruega em Hamburgo e, já em 28 de março de 1954, 3-1 no Sarre em Saarbrücken. O técnico oponente era Helmut Schön, posteriormente treinador da própria Alemanha Ocidental.
Turek esteve em todas as partidas das eliminatórias.[carece de fontes?] Apesar da surpresa pelo desempenho nelas, a Alemanha Ocidental não era tida como uma seleção favorita mesmo estreando no mundial vencendo por 4-1 a Turquia. Turek esteve nessa partida, mas foi retirado da seguinte: o técnico Sepp Herberger entendeu que os alemães dificilmente bateriam a sensação Hungria e optou por escalar um time reserva para poupar os principais jogadores. Os magiares de fato golearam por 8-3, com o goleiro alemão sendo Heinz Kwiatkowski; naquele mundial, cada grupo teria dois cabeças-de-chave, que não se enfrentariam. Por punição disciplinar à expulsão alemã em 1945 dos quadros da FIFA, a entidade delimitou que os cabeças do grupo formado também com a Coreia do Sul seriam Hungria e Turquia, forçando assim o jogo entre alemães e húngaros.
Turek regressou para a partida seguinte, o jogo-desempate com a Turquia. A goleada alemã sobre os turcos dessa vez foi por 7-2, com o segundo gol adversário só ocorrendo a seis minutos do fim, com o jogo já em 7-1. Mesmo assim, os germânicos não eram considerados favoritos para a partida contra a Iugoslávia, já pelo mata-mata das quartas-de-final. O oponente era visto como uma seleção mais técnica e dominou o jogo inicialmente. Turek, aos 35 anos, foi descrito como o destaque do jogo. Mesmo quando não alcançava as bolas, teve sorte, com duas acertando a trave, e outras duas sendo salvas em cima da linha pelo defensor Werner Kohlmeyer. O placar foi aberto já aos 10 minutos de jogo, mas por um gol contra de Ivan Horvat. Os iugoslavos pressionaram bastante no decorrer da partida e só aos 41 minutos do segundo tempo a classificação alemã se assegurou, com o gol de Helmut Rahn finalizando o placar em 2-0, resultado considerado surpreendente contra o favoritismo adversário.
Na semifinal, a Alemanha Ocidental estava mais confiante, sabendo que a oponente Áustria havia sofrido cinco gols da Suíça, ainda que houvesse a eliminado por marcar sete. Após um primeiro tempo equilibrado, com vitória parcial por 1-0 da Nationalmannschaft, a seleção vizinha terminou derrotada por 6-1, prejudicada pelo nervosismo do seu goleiro, Walter Zeman, que não era o titular. A mídia enfim reconheceu as chances de título dos alemães, embora logo minoradas com a notícia posterior de que Ferenc Puskás, lesionado exatamente naquele duelo de 8-3, estaria apto para participar da decisão após ter se ausentado ao longo do torneio em função da lesão.
Na final, Turek terminou como um dos maiores destaques do campeões. Inicialmente, porém, a Hungria abriu 2-0 ainda antes dos dez minutos, embora Turek não fosse responsabilizado. No primeiro, Puskás ficara em liberdade para marcar; no segundo, Kohlmeyer falhara na proteção no segundo, terminando por trombar com Turek e permitindo que Czibor pudesse concluir diante do gol vazio. Ainda aos 18 minutos de jogo, porém, a Alemanha já havia conseguido empatar, e aos 39 do segundo tempo conseguiu a virada para 3-2 descrita como "o milagre de Berna".
Já após a virada, Zoltán Czibor desferiu chute à queima-roupa do goleiro germânico, que conseguiu efetuar defesa descrita como "milagrosa". O lance fez o narrador alemão da partida, Herbert Zimmermann, ignorar a sóbria compostura e berrar "Toni, você é um Deus do futebol!". O lance e a narração ficaram icônicos a ponto de serem reencenados no filme O Milagre de Berna, de 2003, a retratar aquela partida.
A final foi a penúltima partida de Turek pela Alemanha Ocidental, despedindo-se da seleção ainda em 1954, em derrota por 3-1 para a França em Hanôver em 16 de outubro daquele ano. Ao todo, foram vinte jogos, treze vitórias, três empates, quatro derrotas e 27 gols sofridos pela seleção.[carece de fontes?] Em 1971, ele e outros dois campeões de 1954, Horst Eckel e Werner Liebrich, juntaram-se a alguns oponentes da daquela final, para uma partida beneficente na Suíça, em que uma seleção de jogadores veteranos locais enfrentou uma seleção mundial de veteranos. A escalação mundial, denominada Weltelf ("Onze do Mundo"), foi Turek, o capitão Djalma Santos, Liebrich, Eckel e Gerhard Hanappi, Mário Coluna e Josef Masopust, Stanley Matthews, Gunnar Gren, Omar Sivori e Garrincha. Os treinadores foram outros campeões de 1954: Sepp Herberger, com Fritz Walter de assistente, e os reservas incluíam dois vice-campeões - Sándor Kocsis e József Bozsik, além de François Remetter, Raymond Kopa e Just Fontaine. A partida, realizada na Basileia, foi encerrada em 3-3.

## Títulos
- Copa do Mundo FIFA: 1954